# Moi... Lolita
"Moi... Lolita" (tiếng Anh: "Me... Lolita"/Tôi ...Lolita) là một bài hát do ca sĩ người Pháp Alizée thể hiện, xuất hiện trong album đầu tiên của cô. Bài hát này rất phổ biến ở Pháp, Tây Ban Nha, Bỉ, Úc, Hà Lan, Syria, Ukraina, Hy Lạp, Nga, Ý, Đức, Ba Lan và Vương quốc Anh. Nó là một bài hát trong số ít những ca khúc Pháp, nằm trong Top 10 ở Vương quốc Anh.

## Lời ca và điệu nhạc
Bài hát này có hình ảnh Alizée vào vai nhân vật Lolita, theo tiểu thuyết của Vladimir Nabokov. Đoạn video, cũng là lần đầu Alizée đóng phim, cho thấy cô là một thôn nữ đi chơi hộp đêm.
Lời bài nhạc cũng theo, Mylène Farmer.

## Danh sách track
Đĩa CD đơn - Pháp
1. "Moi... Lolita" (single version)
2. "Moi... Lolita" (the piano version)

Đĩa CD đơn - Vương quốc Anh
1. "Moi... Lolita" (single version) — 4:16
2. "Moi... Lolita" (Lola extended remix) — 6:30
3. "Moi... Lolita" (illicit full vocal mix) — 8:05
4. "Moi... Lolita" (CD rom video) — 4:50

Đĩa CD maxi - Đức
1. "Moi... Lolita" (radio edit) — 3:40
2. "Moi... Lolita" (single version) — 4:16
3. "Moi... Lolita" (Lola extended remix) — 6:30
4. "Moi... Lolita" (hello helli t'es a dance mix) — 5:50
5. "Moi... Lolita" (Lolidub remix) — 3:45
6. "Moi... Lolita" (the piano version) — 4:20

## Chứng chỉ
| Quốc gia | Chứng chỉ | Thời điểm | Bản đã bán ra |
| -------- | --------- | --------- | ------------- |
| Pháp     | Diamond   | 2000      | 750,000       |
| Thụy Sĩ  | Gold      | 2009      | 25,000        |

## Biểu đồ
| Chart (2000-2002)               | Peak Vị trí |
| ------------------------------- | ----------- |
| Austrian Singles Chart          | 5           |
| Bỉ Flanders Ultratop 50         | 4           |
| Bỉ Wallonia Ultratop 40         | 2           |
| Đan Mạch                        | 9           |
| Hà Lan MegaCharts Top 50        | 2           |
| Pháp SNEP Top 100 Singles Chart | 2           |
| German Singles Chart            | 5           |
| Italian FIMI Singles Chart      | 1           |
| Spanish Maxi-Singles Chart      | 1           |
| Swedish Singles Chart           | 52          |
| Swiss Singles Top 100           | 11          |
| UK Singles Chart                | 9           |

## Chứng nhận và doanh số
| Quốc gia                                  | Chứng nhận | Số đơn vị/doanh số chứng nhận |
| ----------------------------------------- | ---------- | ----------------------------- |
| Pháp (SNEP)                               | Kim cương  | 1.200.000                     |
| Hà Lan (NVPI)                             | Vàng       | 40.000^                       |
| Thụy Sĩ (IFPI)                            | Bạch kim   | 50.000^                       |
| Tổng hợp                                  |            |                               |
| Toàn cầu                                  | —          | 2.000.000                     |
| ^ Chứng nhận dựa theo doanh số nhập hàng. |            |                               |